# Смит, Арт
Арт Смит (англ. Art Smith), полное имя — Артур Гордон Смит (англ. Arthur Gordon Smith) (23 марта 1899 — 24 февраля 1973) — американский актёр театра и кино, более всего известный ролями в бродвейских постановках 1930-х годов и ролями второго плана в голливудских фильмах нуар 1940-х годов.
Успешный бродвейский актёр, Смит пришёл в кино в начале 1940-х годов, когда ему было 44 года. Невысокого роста, «седовласый характерный актёр», Смит обычно играл зрелых, прилежных и величественных профессионалов. Свои наиболее памятные роли он сыграл в фильмах нуар «Грубая сила» (1947), «Розовая лошадь» (1947), «Звук ярости» (1950) и «В укромном месте» (1950), а также в мелодраме «Письмо незнакомки» (1948).
В начале 1950-х годов Смит был включён в чёрный список Голливуда, что почти на десятилетие лишило его возможности работать в кино.

## Ранние годы жизни
Артур Гордон Смит родился 23 марта 1899 года в Чикаго, он был единственным сыном в семье артиста и театрального менеджера Норманна Линкольна и его жены, актрисы и опытной пианистки Джейн Смит. В детстве Смита родители часто переезжали с места на место. Некоторое время его отец был директором театра в Портленде, во время учёбы в школе семья жила в Сиэтле.
Интересовавшийся актёрской игрой с ранних лет, Смит начал изучать актёрское мастерство в Театре Гудмана в Чикаго, дебютировав на профессиональной сцене в 1926 году в комедии «Сон в летнюю ночь». Чтобы свести концы с концами, Смит сменил несколько работ, в том числе был строителем и фабричным рабочим, однако мечтал исключительно об актёрской карьере.

## Театральная карьера на Бродвее: 1929—1961 годы
В ноябре 1929 года впервые вышел на бродвейскую сцену, сыграв вместе с Бетт Дэвис в комедии «Разбитые тарелки», которая в течение полугода выдержала 178 представлений. В 1930-е годы Смит стал «известным театральным актёром» в составе популярного политического Театра «Группа». Он сыграл в спектаклях «Дом Коннелли» (1931) по пьесе Пола Грина, и «Люди в белом» (1934) Сидни Кингсли и других, а также практически во всех спектаклях по пьесам Клиффорда Одетса, в том числе, «В ожидании Лефти» (1935), «Проснись и пой!» (1935 и 1939), «Золотой мальчик» (1937—1938) и «Ракета на Луну» (1938—1939). В общей сложности в 1930-е годы Смит сыграл в 18 бродвейских спектаклях. За игру в спектакле «Ракета на Луну», которая вызвала восхищение критика «Нью-Йорк таймс» своей «потрясающей проницательностью и силой чувств», Смит завоевал премию нью-йоркских критиков.
После распада Театра «Группа» в 1940—1945 годы Смит сыграл ещё в семи бродвейских спектаклях, а затем на несколько лет перебрался в Голливуд. В 1950 году Смит вернулся на Бродвей, сыграв вместе с Фредриком Марчем и Моррисом Карновски в драме по пьесе Генрика Ибсена «Враг народа» (1950—1951) и с Селестой Холм и Кевином Маккарти в драме Юджина О’Нила «Анна Кристи» (1952). С 1952 по 1961 год Смит сыграл ещё в пяти бродвейских спектаклях, в том числе сыграл Дока в постановке «Вестсайдской истории» (1957—1959), которая выдержала 732 представления.

## Карьера в кино: 1942—1963 годы

### Работы 1943—1945 годов
В кино Смит впервые появился в картине «Родная страна» (1942), документальном ленте о профсоюзной борьбе в США, в которую были введены отдельные постановочные сцены. На следующий год Смит дебютировал уже в полностью художественном кино как один из норвежских борцов сопротивления периода Второй мировой войны в драме «Край тьмы» (1943). В том же году Смит сыграл небольшую роль в романтической комедии военного времени «Девушка из правительства» (1943) с Оливией де Хавилланд.
В 1944 году Смит появился ещё в серии картин на военную тематику — «Сомнительная слава» Рауля Уолша, «Никто не убежит» и в военной комедии «Мистер Уинкл идёт на войну». В 1948 году Смит сыграл в антивоенной драме «Триумфальная арка» (1948) по роману Эриха Мария Ремарка. Тогда же Смит сыграл небольшие роли в двух социальных драмах своих коллег по Театру «Группа»: в драме по пьесе Клиффорда Одетса «Лишь одинокое сердце» (1944) с Кэри Грантом в главной роли и в драме Элии Казана «Дерево растёт в Бруклине» (1945), трогательной истории о нью-йоркской семье в начале XX века.

### Работы в фильмах нуар: 1947—1950 годы
«Со своими фирменными белыми как снег волосами, Смит выделялся на экране, и его с охотно стали снимать, особенно, в ролях старательных и усердных персонажей». Многие из своих лучших ролей Смит сыграл в фильмах нуар. Первой работой в этом жанре стала роль прозорливого и симпатичного, но пьющего тюремного врача в драме «Грубая сила» (1947) с Бертом Ланкастером в главной роли. Игра Смита была отмечена несколькими критиками, в частности, Харрисон Кэрролл из «Los Angeles Evening Herald Express» написал, что он «хорошо справился с ролью», а Ллойд Л. Слоун в «Hollywood Citizen-News» включил актёра в число актёров второго плана, которые «заслуживают высокой оценки». В том же году в фильме «Розовая лошадь» (1947) Смит сыграл заметную роль вежливого, но непреклонного агента ФБР, который следит за звездой фильма Робертом Монтгомери. В 1949 году в нуаровой мелодраме Офюльса «Пленница» (1949) Смит сыграл психиатра, а в нуаре «Жестокое обращение» (1949) — детектива. В 1950 году в одном из классических нуаров «В укромном месте» Смит сыграл преданного литературного агента психически неуравновешенного сценариста (Хамфри Богарт). Наконец, в «Зыбучем песке» (1950) Смит предстал в образе придирчивого и коварного владельца автомастерской, который шантажирует и угрожает убийством главному герою. Кроме того, Смит сыграл небольшие роли в фильмах нуар "«Тело и душа» (1947), «Подставленный» (1947), «Агенты казначейства» (1947), «Двойная жизнь» (1947), «Звук ярости» (1950) и «Убийца, запугавший Нью-Йорк» (1950).

### Кинокарьера в конце 1940-начале 1950-х годов
В 1948 году Смит сыграл в антивоенной драме «Триумфальная арка» (1948) по роману Эриха Мария Ремарка и в пышной душещипательной мелодраме по Стефану Цвейгу «Письмо незнакомки» (1948) с Джоан Фонтейн в главной роли.
Среди картин с участием Смита в других жанрах наиболее известны фэнтези-комедия «Мистер Пибоди и русалка» (1948), вестерн «К югу от Сент-Луиса» (1949), религиозная мелодрама «Вы услышите следующий голос» (1950), комедия «Полуангел» (1951) и музыкальная комедия «Только для Вас» (1952).

### Чёрный список Голливуда: 1952—1961 годы
В начале 1950-х годов, с началом антикоммунистической охоты на ведьм Смит был внесён в Чёрный список Голливуда. Его имя правительственной Комиссии по расследованию антиамериканской деятельности назвал режиссёр Элиа Казан, с которым в своё время они вместе были членами Театра «Группа». С 1952 по 1961 года Смит не мог сниматься в кино, и работал в основном на Бродвее.

### Последние работы в кино: 1961—1963 годы
В 1961 году Смит появился в своём первом фильме почти за десятилетие, драме Роберта Россена «Бильярдист» (1961) с Полом Ньюманом в главной роли, сыграв эпизодическую роль сотрудника бильярдной. Два года спустя он появился на экране в криминальной драме «Двигающийся палец» (1963) о сообществе битников в Гринвич-Виллидж, который стал последним фильмом Смита.
«Доработав до наступления эпохи телевидения», Смит сыграл в нескольких телесериалах, последний раз — в эпизоде сериала «Театр CBS» в 1967 году, после чего вышел на пенсию.

## Личная жизнь и смерть
Арт Смит умер 24 февраля 1973 года в Западном Вавилоне, Лонг-Айленд, штат Нью-Йорк, от сердечного приступа.

## Фильмография
- 1942 — Родная страна / Native Land — Гарри Карлайл
- 1943 — Правительственная девушка / Government Girl — Маккуинни (в титрах не указан)
- 1943 — Встреча в Берлине / Appointment in Berlin — Голландский пастор (в титрах не указан)
- 1943 — Край тьмы / Edge of Darkness — Кнут Остерхольм
- 1943 — Воспитание смерти: Становление нациста / Education for Death: The Making of the Nazi (короткометражка) — Рассказчик
- 1944 — Лишь одинокое сердце / None But the Lonely Heart — Мистер Мэрджорибэнкс (в титрах не указан)
- 1944 — Дети вышли из-под контроля / Youth Runs Wild — Мистер Фред Хаузер (в титрах не указан)
- 1944 — Мистер Уинкл отправляется на войну / Mr. Winkle Goes to War — МкДэвид, директор школы для мальчиков (в титрах не указан)
- 1944 — Чёрный парашют / The Black Parachute — Джозеф, партизан (в титрах не указан)
- 1944 — Сомнительная слава / Uncertain Glory — Охранник (в титрах не указан)
- 1944 — Никто не избежит / None Shall Escape —  отец антифашиста Яна Стиса
- 1945 — Дерево растет в Бруклине / A Tree Grows in Brooklyn — Чарли (в титрах не указан)
- 1947 — Двойная жизнь / A Double Life — Изготовитель париков
- 1947 — Агенты казначейства / T-Men — Грегг (в титрах не указан)
- 1947 — Розовая лошадь / Ride the Pink Horse — Билл Ретц
- 1947 — Тело и душа / Body and Soul — Дэвид Дэвис (в титрах не указан)
- 1947 — Грубая сила / Brute Force — Доктор Уотерс
- 1947 — Подставленный / Framed — Городской чиновник (в титрах не указан)
- 1948 — Ангел в ссылке / Angel in Exile — Эми Кунс
- 1948 — Мистер Пибоди и русалка / Mr. Peabody and the Mermaid — Доктор Харви
- 1948 — Письмо незнакомки / Letter from an Unknown Woman — Джон
- 1948 — Триумфальная арка / Arch of Triumph — Инспектор
- 1949 — Песня отказа / Song of Surrender — Мистер Уиллис
- 1949 — Красный, горячий и синий / Red, Hot and Blue — Лэдди Корвин
- 1949 — Жестокое обращение / Manhandled — Детектив, лейтенант Билл Доусон
- 1949 — К югу от Сент-Луиса / South of St. Louis — Бронко
- 1949 — Пленница / Caught — Психиатр
- 1949 — Курица по воскресеньям / Chicken Every Sunday — Мистер Джонсон (в титрах не указан)
- 1950 — Звук ярости / The Sound of Fury — Хэл Клендденнинг
- 1950 — Убийца, запугавший Нью-Йорк / The Killer That Stalked New York — Энтони Мосс
- 1950 — Звёзды над Голливудом / Stars Over Hollywood (телесериал, 1 эпизод)
- 1950 — Грешник Южных морей / South Sea Sinner — Грэйсон
- 1950 — Вы услышите следующий голос / The Next Voice You Hear — Фред Бреннан
- 1950 — Театр «Сильвер» / The Silver Theatre (телесериал, 1 эпизод)
- 1950 — В yкромном месте / In a Lonely Place — Агент Мел Липпман
- 1950 — Зыбучий песок / Quicksand — Макей
- 1951 — Полуангел / Half Angel — Полицейский Дэн (в титрах не указан)
- 1951 — Лесси в разрисованных холмах / The Painted Hills — Пилот Пит
- 1951 — Театр Бигелоу / The Bigelow Theatre (телесериал, 1 эпизод)
- 1951 — Театр Пулитцеровской премии / Pulitzer Prize Playhouse (телесериал, 1 эпизод)
- 1951 — Телетеатр Сомерсета Моэма / Somerset Maugham TV Theatre (телесериал, 1 эпизод)
- 1951 — Видеотеатр «Люкс» / Lux Video Theatre (телесериал, 1 эпизод)
- 1952 — Отбой / Lights Out (телесериал, 1 эпизод)
- 1952 — Только для тебя / Just for You — Лео
- 1952 — Роза Симаррона / Rose of Cimarron — Священник
- 1960 — Пьеса недели / Play of the Week (телесериал, 1 эпизод)
- 1961 — Бильярдист / The Hustler — Пожилой мужчина
- 1963 — Движущийся палец / The Moving Finger
- 1967 — Театр CBS / CBS Playhouse (телесериал, 1 эпизод)